# سیتاگلیپتین
سیتاگلیپتین (انگلیسی: Sitagliptin) یک داروی ضد دیابت است که به صورت خوراکی برای درمان دیابت نوع ۲ به کار می‌رود. همچنین در داروی ترکیبی با دوز ثابت سیتاگلیپتین/متفورمین (Janumet، Janumet XR) و یا سیگومت موجود است.
عوارض جانبی رایج شامل سردرد، تورم پاها و عفونت‌های دستگاه تنفسی فوقانی است. عوارض جانبی جدی ممکن است شامل آنژیوادم، قند خون پایین، مشکلات کلیوی، پانکراتیت و درد مفاصل باشد. اینکه آیا استفاده در بارداری یا شیردهی ایمن است مشخص نیست. این دارو در دسته بازدارنده دی پپتیدیل پپتیداز-۴ (DPP-4) است و با افزایش تولید انسولین و کاهش تولید گلوکاگون توسط پانکراس عمل می کند.

## کاربرد پزشکی
سیتاگلیپتین برای درمان دیابت نوع ۲ استفاده می‌شود. معمولاً کمتر از متفورمین و بیش‌تر از سولفونیل‌اوره‌ها برای درمان دیابت نوع ۲ ترجیح داده می‌شود. سیتاگلیپتین به شکل خوراکی مصرف می‌شود. همچنین به‌صورت ترکیبی دوز ثابت سیتاگلیپتین/متفورمین (Janumet، Janumet XR) و سیتاگلیپتین/سیمواستاتین (Juvisync) در دسترس است.

## عوارض جانبی
سیتاگلیپتین گاهی می‌تواند باعث ایجاد تهوع، استفراغ، سردرد، سرگیجه، گیجی، اسهال، علائم سرماخوردگی، حساسیت به نور این دارو هیپوگلیسمی (افت قند خون) چندانی ایجاد نمی‌کند و این یک مزیت برای آن است.  در کسانی که همزمان از داروهای سولفونیل‌اوره (همچون (گلی‌بنکلامید) مصرف می‌کنند، خطر افت قند خون افزایش می‌یابد.
گزارش‌های نادری از پانکراتیت، نارسایی کلیه و واکنش‌های حساسیت مفرط در پی مصرف آن وجود دارد اما نقش موثری از داروی سیتاگلیپتین در آن‌ها اثبات نشده است.
در سال ۲۰۱۵ میلادی، سازمان غذا و داروی ایالات متحده آمریکا (FDA) هشدار و احتیاط جدیدی در مورد خطر درد مفاصل "شدید و ناتوان کننده" به برچسب تمام داروهای بازدارنده دی پپتیدیل پپتیداز-۴ (مانند سیتاگلیپتین و لیناگلیپتین) افزود.

## مکانیسم عمل
سیتاگلیپتین با مهار رقابتی آنزیم دی پپتیدیل پپتیداز ۴ (DPP-4) عمل می‌کند. این آنزیم اینکرتین‌های GLP-1 و GIP، هورمون‌های گوارشی را که در پاسخ به غذا آزاد می‌شوند، تجزیه می‌کند.  با جلوگیری از تجزیه GLP-1 و GIP، این دو عامل قادر به افزایش ترشح انسولین و سرکوب آزادسازی گلوکاگون توسط سلول‌های آلفا پانکراس هستند. با نزدیک شدن به سطح گلوکز خون، مقدار انسولین آزاد شده و گلوکاگون سرکوب شده کاهش می‌یابد، بنابراین از «بیش از حد» و در ادامه پایین آمدن قند خون (هیپوگلیسمی)، که با برخی دیگر از عوامل هیپوگلیسمی خوراکی (مانند سولفونیل‌اوره‌ها) دیده می‌شود، جلوگیری می‌شود.
سیتاگلیپتین در مقایسه با دارونما، سطح HbA1c را حدود ۰.۷ درصد کاهش می‌دهد. هنگامی که به صورت یک درمان تک دارویی استفاده می‌شود کمی کمتر از متفورمین موثر است.  این دارو باعث افزایش وزن نمی‌شود و در مقایسه با سولفونیل‌اوره‌ها هیپوگلیسمی کمتری دارد. سیتاگلیپتین به عنوان یک داروی خط دوم (در ترکیب با سایر داروها) پس از عدم موفقیت ترکیب رژیم غذایی/ورزش و متفورمین توصیه می‌شود.